# Leszek Kajzer
Leszek (Lech) Jerzy Kajzer (ur. 11 sierpnia 1944 w Milanówku, zm. 25 września 2016 w Łodzi) – polski profesor archeologii, specjalista w dziedzinie budownictwa i architektury obronnej i rezydencjonalnej na ziemiach polskich w okresie średniowiecza i nowożytności.

## Życiorys
Absolwent archeologii na Uniwersytecie Łódzkim (1967). Od tego samego roku pracownik Zakładu Archeologii Polski Środkowej Instytutu Historii Kultury Materialnej PAN. Doktoryzował się w 1973 roku publikując pracę o broni i ubiorze rycerskim w ikonografii. Od 1978 pracował w  Katedrze Archeologii UŁ. Habilitację uzyskał w roku 1980, a tytuł profesorski z rąk prezydenta Lecha Wałęsy odebrał w 1991. W latach 1992–2016 pracował w Katedrze Historii Sztuki Uniwersytetu Łódzkiegoj. Przez wiele lat był dyrektorem Instytutu Archeologii Uniwersytetu Łódzkiego (1996–2008). Kierownik Katedry Archeologii Historycznej na Uniwersytecie Łódzkim. Autor wielu publikacji o polskich zamkach i dworach.
Był członkiem licznych komisji, komitetów i towarzystw naukowych, w tym Polskiego Komitetu Narodowego ICOMOS, międzynarodowych korporacji badaczy zamków "Castrum Bene" i "Castella Maris Baltici", komitetu European Symposium for Teacher of Medieval Archaeology, Rady Programowej Narodowego Instytutu Dziedzictwa, Komitetu Nauk Pre- i Protohistorycznych PAN i Rady Ochrony zabytków przy kolejnych ministrach Kultury i Dziedzictwa Narodowego oraz Łódzkiego Oddziału Stowarzyszenia Historyków Sztuki. Przewodniczący Rady Naukowej Instytutu Archeologii i Etnologii PAN. Był promotorem 32 licencjatów i 186 magistrów, wypromował 16 doktorów. Był recenzentem w 10 rozprawach habilitacyjnych i 5 wnioskach profesorskich. Był visiting profesor uniwersytetu w Santiago de Compostela w Hiszpanii. Autor ponad 600 prac naukowych.
Pochowany został 30 września 2016 na cmentarzu rzymskokatolickim przy ul. Ogrodowej w Łodzi

## Wybrane publikacje
- Zamki i społeczeństwo. Przemiany architektury i budownictwa obronnego w Polsce w X-XVIII wieku, Wydawnictwo Uniwersytetu Łódzkiego, Łódź 1993
- Wstęp do archeologii historycznej w Polsce, Łódź 1996
- Zamki i dwory obronne w Polsce centralnej, DiG, Warszawa 2004
- Dwory w Polsce. Od średniowiecza do współczesności, DiG, Warszawa 2010
- Uzbrojenie i ubiór rycerski w średniowiecznej Małopolsce, Wrocław-Warszawa-Kraków-Gdańsk 1976

jako współautor:
- Leksykon zamków w Polsce, Warszawa, Arkady, 2012, s. 86-88, ISBN 978-83-213-4158-3 (także: Jan Salm, Stanisław Kołodziejski)
- Nie tylko zamki, 2005, Wydawnictwo Politechniki Wrocławskiej
- Zamek w Lubawie
- Zamek w Radzikach Dużych na Ziemi Dobrzyńskiej, Rypin 2009
- Początki architektury sakralnej w Polsce Centralnej, część I, Łódź 2009